# Don Camillo & Peppone
Don Camillo & Peppone ist ein deutschsprachiges Musical in zwei Akten von Michael Kunze (Buch und Liedtexte) und Dario Farino (Musik). Es basiert auf den Romanen von Giovannino Guareschi und den Verfilmungen mit Fernandel und Gino Cervi. Das Musical wurde am 30. April 2016 im Theater St. Gallen uraufgeführt. Die österreichische Erstaufführung folgte am 27. Januar 2017 im Ronacher.
Die Erstaufführung in Deutschland findet im Rahmen der Freilichtspiele Tecklenburg 2019 am 21. Juni 2019 statt.

## Inhalt
Don Camillo ist Pfarrer von Boscaccio, als der Kommunist Peppone zum neuen Bürgermeister von Boscaccio gewählt wird. Es ist das Jahr 1947, und der Ort ist ein Dorf in der norditalienischen Poebene. In dem kleinen Dorf in der Poebene wird nun stellvertretend ein Streit zwischen den alten Anhängern des Faschismus und den ehemaligen Partisanen ausgetragen. Camillo und Peppone kämpften zwar im Krieg Seite an Seite gegen den Faschismus, den Kommunismus, den Peppone jetzt vertritt, betrachtet Don Camillo jedoch als Feind. Notfalls will er die Genossen mit dem Gewehr, das er in der Sakristei versteckt hat, bekämpfen.
So treten sie gegeneinander an: listenreich und wortgewandt der eine, sturköpfig und unnachgiebig der andere. Auf der Seite Don Camillos stehen die reichen Gutsbesitzer und konservativen Kirchgänger, hinter Peppone die armen Landarbeiter und Vertreter der „fortschrittlichen Intelligenz“.
Solange es in den folgenden Auseinandersetzungen nur um Worte, Ideen und Ansprüche geht, sorgt der Streit nur für Unfrieden im Ort. Doch eine verheerende Überschwemmung macht deutlich, dass man im Notfall aufeinander angewiesen ist, dass die bedingungslose Konfrontation das Dorf ins Elend stürzen wird, dass jetzt eigentlich Zusammenhalt und Zusammenarbeit gefragt ist.
Zum wirklichen Umdenken führt aber erst ein junges Liebespaar. Gina, die Tochter des Grundbesitzers Filotti, liebt Mariolino, den Sohn eines Landarbeiters. Es folgt die klassische Romeo-und-Julia-Geschichte: Zwei verfeindete Familien versuchen mit allen Mitteln die Verbindung ihrer Kinder zu verhindern. Die Liebenden finden keinen anderen Ausweg, als den gemeinsamen Tod. Zum Glück erfahren Don Camillo und Peppone rechtzeitig, dass die beiden ins Wasser gehen wollen. Sie alarmieren die Bewohner des Orts, und gemeinsam spürt die Dorfgemeinschaft im allerletzten Moment das verzweifelte Paar auf. Der Schock führt zur Einsicht. Weder Don Camillo noch Peppone wird Boscaccio je ganz gehören. Statt einander zu bekämpfen, wird man sich wohl verständigen und einander ertragen müssen.
Die Hochzeit von Gina und Mariolino beendet zwar nicht allen Streit im Dorf. Aber sie wird ein Fest der Toleranz, das die Bewohner gemeinsam feiern."

## Kreativteam
| Buch und Liedtexte | Musik        | Regie          | Musical Supervision & Orchestrierung | Bühnenbild       | Kostümbild | Choreographie   | Lichtdesign      | Sounddesign    | Puppendesign   |
| ------------------ | ------------ | -------------- | ------------------------------------ | ---------------- | ---------- | --------------- | ---------------- | -------------- | -------------- |
| Michael Kunze      | Dario Farina | Andreas Gergen | Koen Schoots                         | Peter J. Davison | Yan Tax    | Dennis Callahan | Michael Grundner | Thomas Strebel | Stefan Fichert |

## Cast
| Besetzung Uraufführung St.Gallen 2016 | Besetzung Uraufführung St.Gallen 2016 | Besetzung Wien 2017     | Besetzung Tecklenburg 2019 |
| ------------------------------------- | ------------------------------------- | ----------------------- | -------------------------- |
| Die Alte Gina                         | Maya Hakvoort                         | Maya Hakvoort           | Barbara Tartaglia          |
| Don Camillo                           | Andreas Lichtenberger                 | Andreas Lichtenberger   | Thomas Borchert            |
| Peppone                               | Frank Winkels                         | Frank Winkels           | Patrick Stanke             |
| Gina                                  | Jaqueline Reinhold                    | Jaqueline Reinhold      | Milica Jovanovic           |
| Mariolino                             | Kurosch Abbasi                        | Kurosch Abbasi          | Dominik Hees               |
| Filotti                               | Reinhard Brussmann                    | Reinhard Brussmann      | Kevin Tarte                |
| Nonno                                 | Walter Andreas Müller                 | Ernst Dieter Suttheimer | Sebastian Brandmeir        |
| Brusco                                | Thorsten Tinney                       | Thorsten Tinney         | Jörg Neubauer              |
| Laura Castelli                        | Femke Soetenga                        | Femke Soetenga          | Femke Soetenga             |
| Maria                                 | Patricia Hodell                       | Patricia Hodell         |                            |
| Cecilia                               | Marja Hennicke                        | Marja Hennicke          |                            |
| Dottore                               | Dean Welterlen                        | Dean Welterlen          | Jan Altenbockum            |
| Stimme Jesus                          | Marlon Wehmeier                       | Marlon Wehmeier         | Florian Albers             |
| Oberschulrat                          | Florian Fetterle                      | Florian Fetterle        |                            |
| Polini Artemio                        | Michael Souschek                      | Michael Souschek        |                            |

## Diskographie
- 2017 Don Camillo & Peppone Gesamtaufnahme Wien